# Сербский рубеж
Сербский рубеж (также Сорбский рубеж; в средневековых источниках — лат. Limes Sorabicus, то есть «славянская» или «сербская» граница) — цепь пограничных укреплений, построенных франкским правителем Карлом Великим и его преемниками в IX веке против полабских славян. 
Сербский (сорбский) рубеж предназначался для охраны Лужицкой (Сорбской)) марки, созданной франками после покорения лужицких сербов в 806 году.

## История

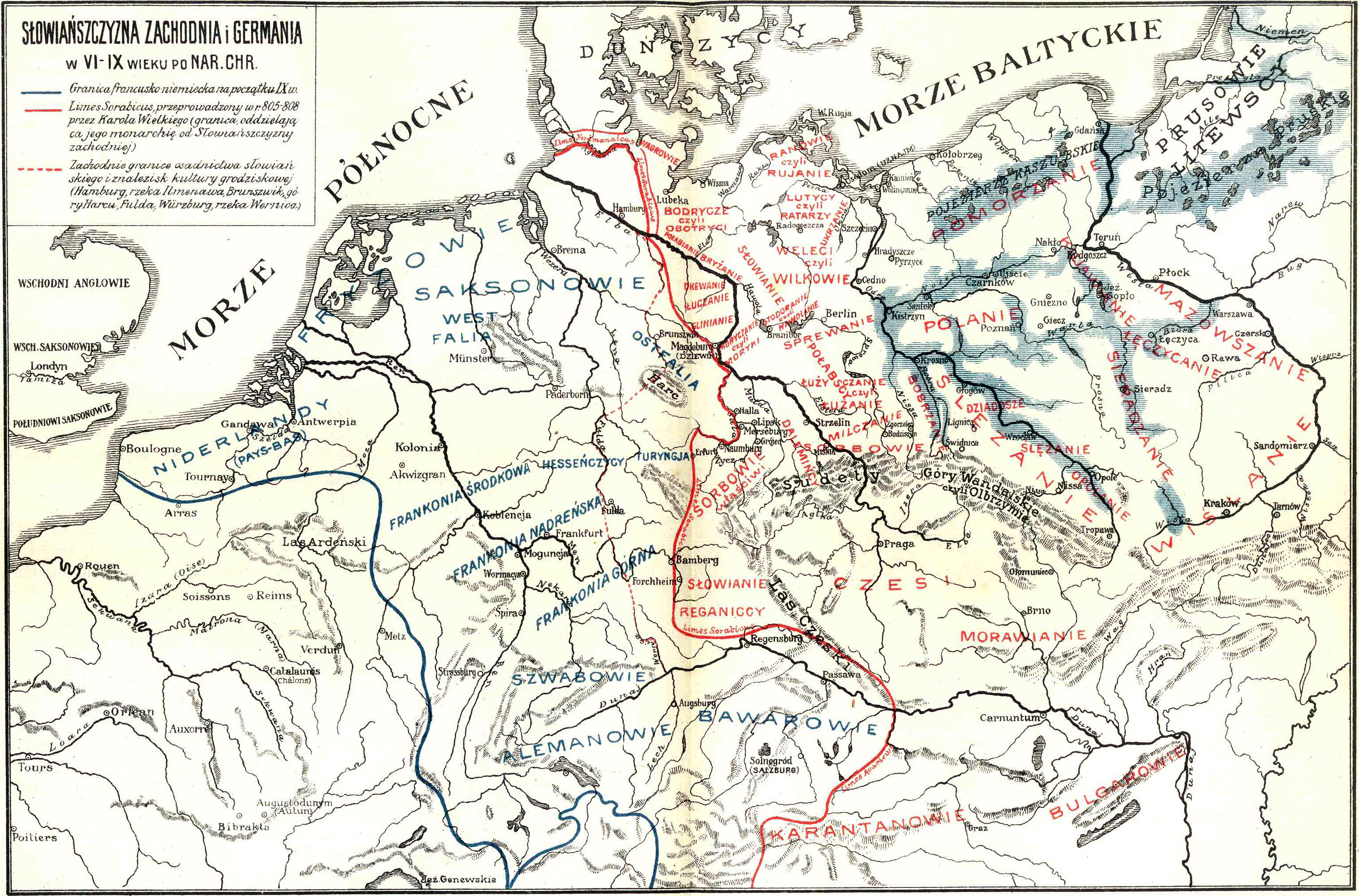
Сербский рубеж (красная линия)

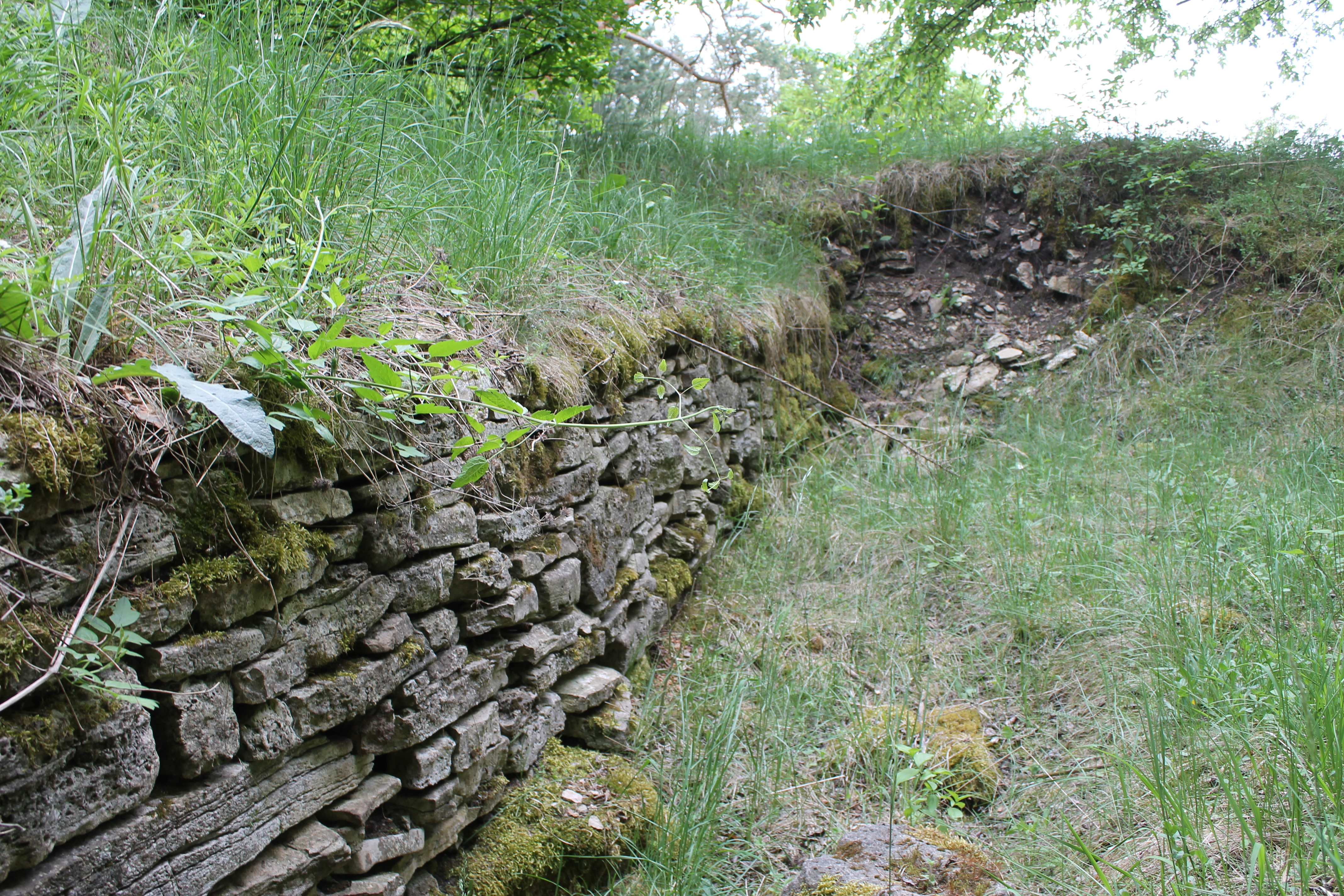
Остатки укреплений на Зале, ок. IX века

Рубеж тянулся от Саксонского рубежа (на севере) вдоль рек Эльбы, Зале, через горный массив Шумава к Дунаю до Восточной или Паннонской марки. Главными опорными пунктами Сербского рубежа (являлись также торговыми центрами) являлись Бардовик, Шезель[уточнить], Магдебург, Галле, Эрфурт, Халльштадт, Форхейм[уточнить], Регенсбург и Лорх[уточнить]. В последующем эти крепости служили форпостами для немецкой агрессии в земли славян.
В своём сочинении «Жизнь Карла Великого» франкский хронист IX века Эйнхард проводит границу между германским племенем тюрингов и славянами по реке Зале: «Sala fluvius Thuringos et Sorabos dividit». По линии limes sorabicus и limes saxoniae, то есть по рекам Эльбе и Зале, на картах расселения славян нередко проводится граница между немцами и славянами. Однако эта линия на протяжении столетий служила границей именно германских (немецких) государств, и не соответствовала этнической границе между немцами и славянами (большое количество славян проживало также в границах Франкского государства). Эта область, известная по источникам как «Limes Sorabicus», являлась прообразом маркграфства, основанного на землях сербов в X веке. Правители области «limes Sorabicus» были наделены полномочиями воевать с сербами и взимать с них дань.